# Smithsonian (revista)
Smithsonian es una revista de ciencia y naturaleza, y es la revista oficial publicada por el Instituto Smithsoniano en Washington D. C.; aunque editorialmente independiente de su organización matriz. El primer número se publicó en 1970. El Smithsonian organiza eventos como los American Ingenuity Awards, Future Con y Museum Day.

## Historia
La historia del Smithsonian comenzó cuando el entonces secretario del Smithsonian, S. Dillon Ripley, le pidió a Edward K. Thompson, el editor jubilado de la revista Life, que produjera una revista «sobre cosas en las que [el Instituto] Smithsoniano está interesado, podría estar interesado o debería estar interesado».
Thompson recordaría más tarde que su filosofía para la nueva revista era que «despertaría la curiosidad en las mentes ya receptivas. Se trataría de la historia tal como es relevante para el presente. Presentaría el arte, dado que el verdadero arte nunca está fechado, en la reproducción más rica posible. Miraría hacia el futuro a través de la cobertura del progreso social y de la ciencia y la tecnología. Los asuntos técnicos serían digeridos y hechos inteligibles por escritores hábiles que estimularían a los lectores a buscar hacia arriba sin apagarlos con la jerga. Encontraríamos a los mejores escritores y a los mejores fotógrafos, no muy diferentes a los mejores de la vieja Life».
En 1973, la revista obtuvo ganancias por primera vez. Para 1974, la circulación casi se había cuadruplicado, a 635 000, y alcanzó el hito de un millón en 1975, uno de los lanzamientos más exitosos de su tiempo. En 1980, Thompson fue reemplazado por Don Moser, quien también había trabajado en Life, y la circulación alcanzó más de dos millones, a su vez, por Carey Winfrey tras su retiro en 2001. Michael Caruso sucedió a Carey Winfrey en 2011 y se desempeñó como editor en jefe hasta 2019. Desde entonces, Deborah Rosenberg y Terence Monmaney se han desempeñado como editores ejecutivos.

## Eventos realizados

### PremiosSmithsonianal ingenio estadounidense
Cada año desde 2012, la revista patrocina los American Ingenuity Awards («Premios al ingenio estadounidense») un reconocimiento a la innovación en las artes, las ciencias y la tecnología. Los ganadores han incluido a Elon Musk, Lin-Manuel Miranda, OK Go, John Krasinski, Dave Eggers, Aziz Ansari, Rosanne Cash, Jeff Bezos, Fred Armisen, Bill Hader y David Lynch.
Los presentadores han incluido a Stephen Hawking (dos veces), Stephen Colbert, David Byrne, Herbie Hancock, Erin Brockovich, Rubén Blades, Bill Nye, Art Spiegelman y el senador Al Franken.
El American Ingenuity Award en sí fue creado por el artista Jeff Koons.

### Future Con
Future Con, anteriormente The Future is Here, es una conferencia anual para estudiantes y jóvenes interesados en la ciencia y la ciencia ficción, que se lleva a cabo como parte de Awesome Con de Washington D. C.

### Día de los Museos
Smithsonian organiza el Día de los Museos, cuando los museos en los 50 estados de EE. UU. ofrecen entradas gratuitas limitadas. En 2018 participaron más de 1400 museos.
La oferta es entrada gratuita para el titular de la entrada más un invitado, y esta entrada es específica para el museo elegido únicamente. La intención es una entrada por persona. Esto contrasta con el Día Internacional de los Museos, cuando los museos participantes generalmente ofrecen entradas totalmente gratuitas durante todo el día.

## Colaboradores
Los contribuyentes pasados y actuales notables del Smithsonian han incluido:
- Richard Conniff
- Frank Deford
- Eileen Gunn
- Penn Jillette
- Jon Krakauer
- Jill Lepore
- Franz Lidz
- Alan Lightman
- Jo Marchant
- David McCullough
- Susan Orlean
- Nathaniel Philbrick
- Paul Theroux
- Lindsay Stern
- Elizabeth Royte